# Sonne, Meer und nackte Menschen
Sonne, Meer und nackte Menschen ist ein Schweizer Naturistenfilm von Alexander Swiagenin aus dem Jahre 1962.

## Handlung
Anita, Rosemarie und José möchten ihre Ferien auf Korsika verbringen. Der gemietete Wagen muss José bereits bei der Ankunft in Ajaccio in die Garage bringen. Anita und Rosemarie lassen sich unterdessen von den Fahrern eines amerikanischen Strassenkreuzers über die Insel fahren und die Sehenswürdigkeiten zeigen. 
Ihr Begleiter José holt sie schliesslich mit dem nicht mehr ganz fahrtüchtigen 2 CV ein. In Bonifacio schiffen sie sich gemeinsam auf die Insel Cavallo ein, wo sie sich der Freikörperkultur widmen. 
Während der Reparatur ist jedoch ein Fehler passiert. Ihr Garagist fürchtet das Schlimmste. Zusammen mit einem befreundeten Priester fährt er den drei Urlaubern mit einer Vespa nach. Die Befürchtungen lösen sich in Luft auf, als er erfährt, wo sich das Trio aufhält. Er lädt den Pfarrer als Dank für seine Hilfeleistung in ein Restaurant ein.

## Hintergrund
Für Produzent Werner Kunz war es der erste Naturistenfilm, den er direkt über eine Verleihfirma in die Kinos brachte. Obwohl der Regisseur zur Entstehungszeit selbst der Zensurkommission des Kantons Zürich angehörte, überstand der Film die Zensur nicht ohne Auflagen. Die Schauspieler waren allesamt Laiendarsteller. Ein Teil der Filmmusik stammte von der Londoner Chapell Record Music. Die Kommentare schrieb Tony Tenser. In der deutschen Fassung übernahm Peter Oehme die Erzählstimme.
Die Dreharbeiten dauerten von Juli bis August 1962. Auf Korsika entstanden die Aussenaufnahmen. 
Die Erstaufführung erfolgte am 29. Oktober 1962 in den Zürcher Kinos Walche und Stauffacher. Unter dem Titel Töchter der Sonne fand der Film am 14. Februar 1964 den Weg in die bundesdeutschen Lichtspielhäuser. Der französische Verleihtitel lautete Les filles  du Dieu Soleil. Die englische Synchronfassung wurde als The Nude Ones, Let’s Go Native oder Have Bikini Will Travel veröffentlicht. 

## Kritiken
„Ein unvorstellbar alberner Film, der so langweilig und verkrampft daherkommt, dass sich noch nicht einmal unfreiwillige Komik einstellt.“